# Emil Janausch
Emil Janausch (* 14. Februar 1901 in Alt-Erlaa; † 21. Mai 1960 in Wien) war ein österreichischer Diskus- und Hammerwerfer.
Bei den Olympischen Spielen 1932 in Los Angeles wurde er Zehnter im Diskuswurf.
1934 wurde er bei den Leichtathletik-Europameisterschaften in Turin Achter im Diskuswurf.
Bei den Olympischen Spielen 1936 in Berlin schied er im Diskuswurf und Hammerwurf in der Qualifikation aus.
Elfmal wurde er Österreichischer Meister im Hammerwurf (1929–1939), siebenmal im Diskuswurf (1929–1934, 1938) und sechsmal im Kugelstoßen (1923–1927, 1933).

## Persönliche Bestleistungen
- Kugelstoßen: 14,33 m, 5. August 1932, Wien
- Diskuswurf: 48,73 m, 28. September 1932, Wien
- Hammerwurf: 47,28 m, 8. Mai 1936, Wien